# Śląskie Zakłady Przemysłu Skórzanego „Otmęt”

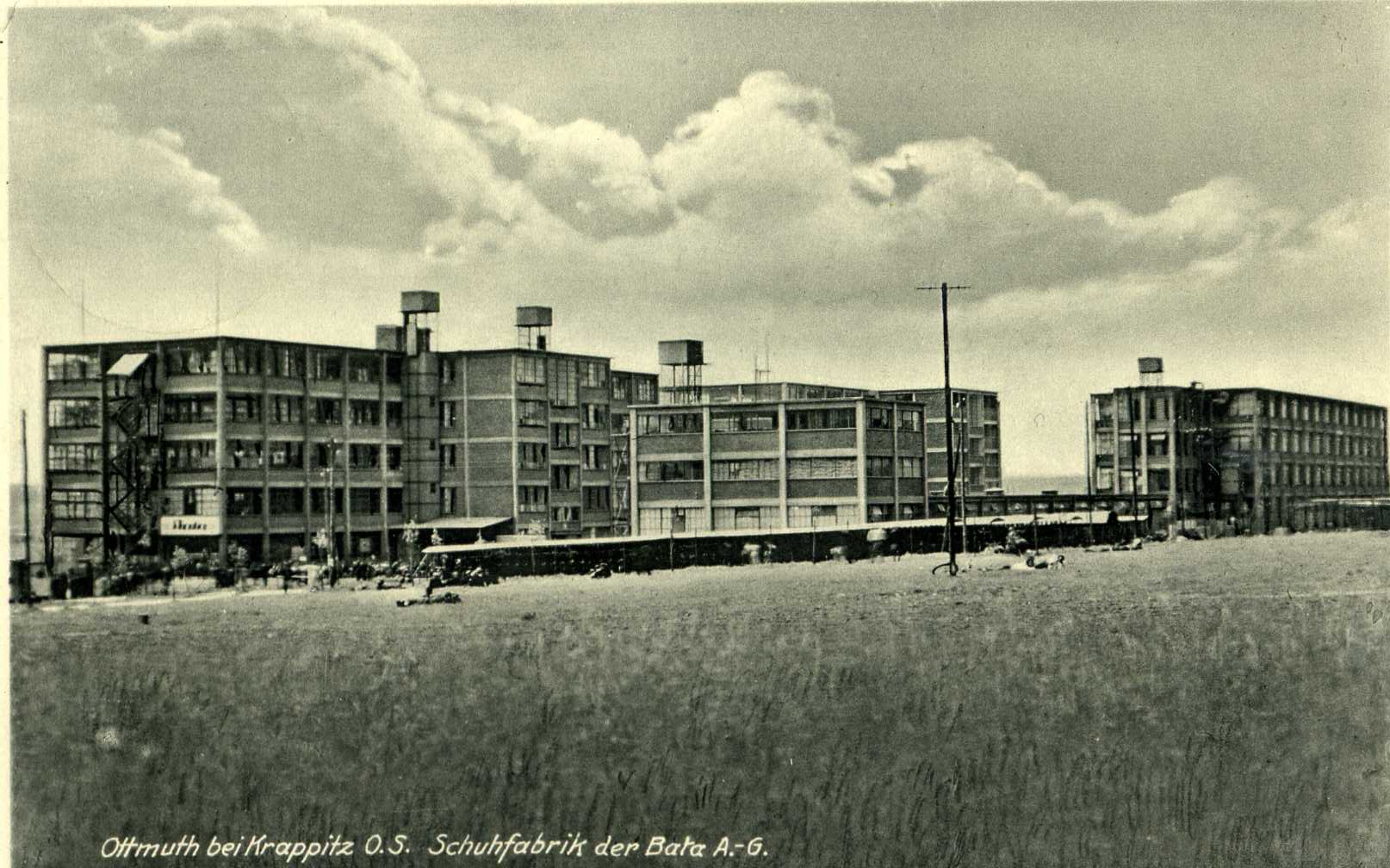
Zakłady Bata w Ottmuth

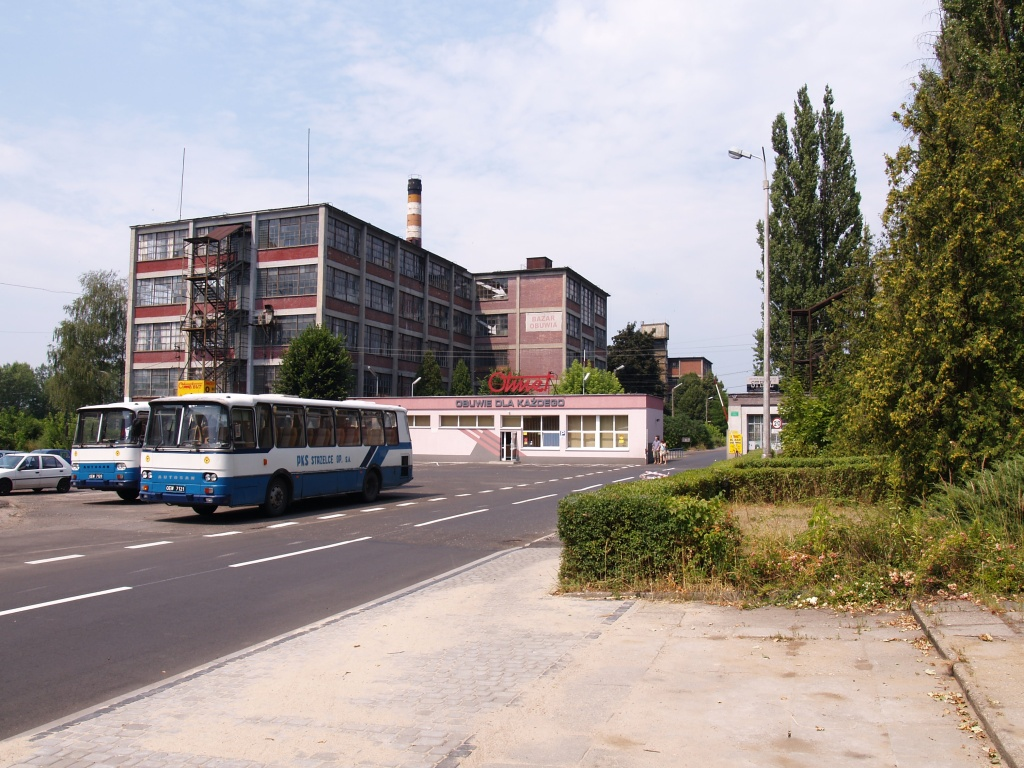
Śląskie Zakłady Przemysłu Skórzanego „Otmęt”

Śląskie Zakłady Przemysłu Skórzanego „Otmęt” – historyczny zakład przemysłowy w latach 1931–1980 funkcjonujący w Otmęcie, miejscowości wchłoniętej w 1961 przez Krapkowice.
Firma Baťa w 1931 uruchomiła w ówczesnym Ottmuth w rejencji opolskiej zakład niemieckiej filii koncernu – Niemieckich Zakładów Obuwniczych Bata S.A. (Deutsche Schuh Aktiengesellschaft Bata). Do Ottmuth w 1933 przeniesiono z Berlina siedzibę zarządu filii. W 1938 zakład upaństwowiono zmieniając jednocześnie nazwę na Śląskie Zakłady Obuwnicze OTA Otmęt S.A. (OTA Schlesische Schuh-Werke Ottmuth A.G.) i opierając się od 1940 na pracownikach przymusowych. Po II wojnie światowej produkcję przy pomocy pracowników zakładów Bata w Chełmku wznowiono w 1946. Chronologicznie kolejne nazwy zakładów to:
- Fabryka Obuwia OTA w Otmęcie – Tymczasowy Zarząd Państwowy (1945–1948),
- Śląskie Zakłady Obuwia (1948–1962),
- Śląskie Zakłady Przemysłu Skórzanego „Otmęt” (1962–1999).

W 1976 fabryka została odznaczona Orderem Sztandaru Pracy II klasy.
Obecnie sukcesorem zakładów jest kilku mniejszych producentów obuwia, m.in. Otmęt Zbyt Sp. z o.o.
W różnych latach w skład Otmętu wchodziły też m.in. zakłady obuwia w Białym Kamieniu, Kamiennej Górze, Korfantowie, Oleśnicy, Prudniku oraz zakłady garbarskie w Brzegu i Kluczborku.